# Эгг, Август Леопольд
Август Леопольд Эгг (англ. Augustus Leopold Egg; 2 мая 1816, Лондон, Соединённое королевство Великобритании и Ирландии — 26 марта 1863, Алжир, Французский Алжир) — английский живописец, член Королевской Академии художеств в Лондоне (1860); участник объединения «Клика», известный работами на жанровые и исторические сюжеты, в частности — триптихом «Прошлое и настоящее» (1858), на котором изображён распад викторианской семьи среднего класса.

## Биография
Август Эгг родился 2 мая 1816 года, младший сын в семье Жозефа Эгга и Энн Эгг, и был крещён в церкви Сент-Джеймс Пиккадилли в Лондоне 30 мая 1816 года. У него был старший брат Джордж Хин Эгг.

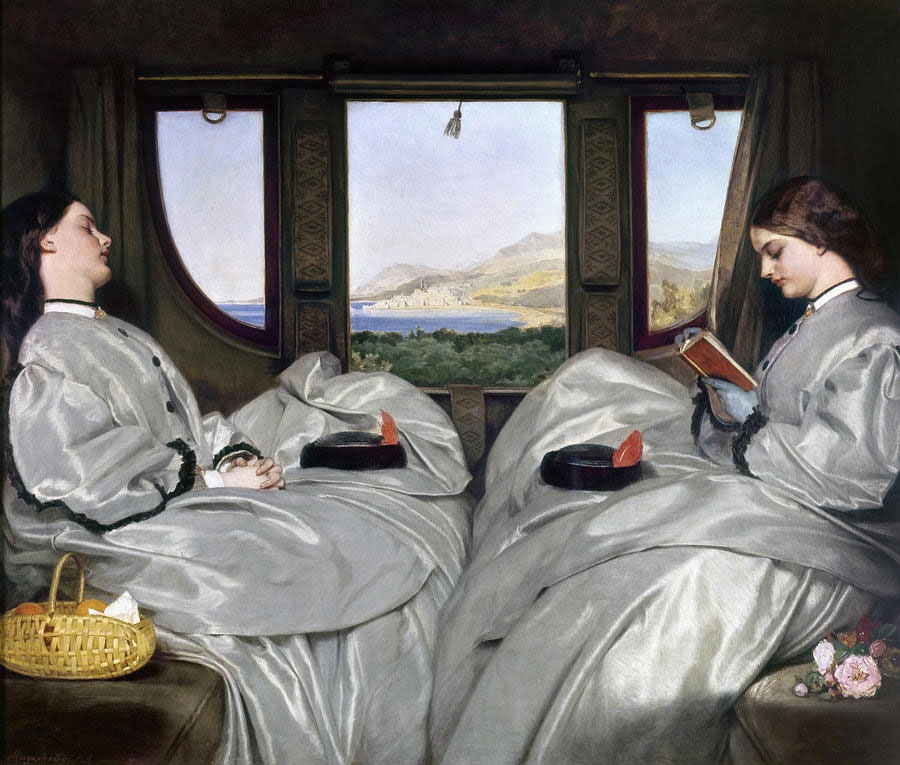
Путешествующие компаньонки

Его отец Иосиф Эгг был богатым оружейником из известной семьи производителей пушек, который иммигрировал в Лондон из Эльзаса. Эгг получил образование в школе Королевской академии, начав учится с 1836 года. Был членом «Клики», группы художников, основанной Ричардом Даддом и другими в конце 1830-х годов (ок. 1837). Эгг стремился сочетать популярность с моральной и социальной активностью, в соответствии с литературными произведениями своего друга Чарльза Диккенса. Вместе с Диккенсом создал «Гильдию литературы и искусства», благотворительную организацию предназначенную для обеспечения социальных выплат художникам и писателям. Сыграл главную роль в пьесе Эдварда Бульвер-Литтона, чтобы собрать средства для организации.
Ранние картины Эгга, как правило, были иллюстрациями литературных сюжетов. Как и другие члены «Клики», он считал себя последователем Хогарта. Его интерес к хогартовским моральным идеям заметен в его парной картине «Жизнь и смерть Бэкингема», изображающей развратную жизнь и смерти времён Реставрации. Тем не менее его картины часто содержат юмористический взгляд на своих объекты, как в его картине «Королева Елизавета обнаруживает, что она уже не молода» (1848).
Эгг также был активным организатором многочисленных выставок, и служил предметом восхищения товарищей-художников за его преданность делу и справедливые взгляды. Он был одним из организаторов выставки «Художественные сокровища» в Манчестере в 1857 году. Избран в Королевскую Академию художеств в 1860 году.
В отличие от большинства других членов «Клики», Эгг также восхищался и произведениями прерафаэлитов, он купил работу молодого Уильяма Холмана Ханта и разрабатывал вместе с ним общие идеи о теории цвета. Его собственный триптих, известный как «Прошлое и настоящее», был написан под серьёзным влиянием работ Ханта. Триптих изображает три отдельные сцены, на одной из них изображается процветающая семья среднего класса, а на двух других бедные и изолированные фигуры - две молодые девушки в спальне и бездомная женщина с ребёнком. Зритель, как ожидается, должен понять серию визуальных ключей, которыми связаны между собой эти три сцены. Начинается серия картиной зажиточной семьи в первой части триптиха, где изображён процесс распада семьи из-за супружеской измены матери и грядущее изгнание её из дома. Две остальные сцены изображают разделённых мать и детей, которые несколько лет спустя пребывают в условиях нищеты. Такие картины использовались как аналог воспоминаний - центральная сцена происходит в прошлом - и были, по представлению исследователей, предшественниками кино.

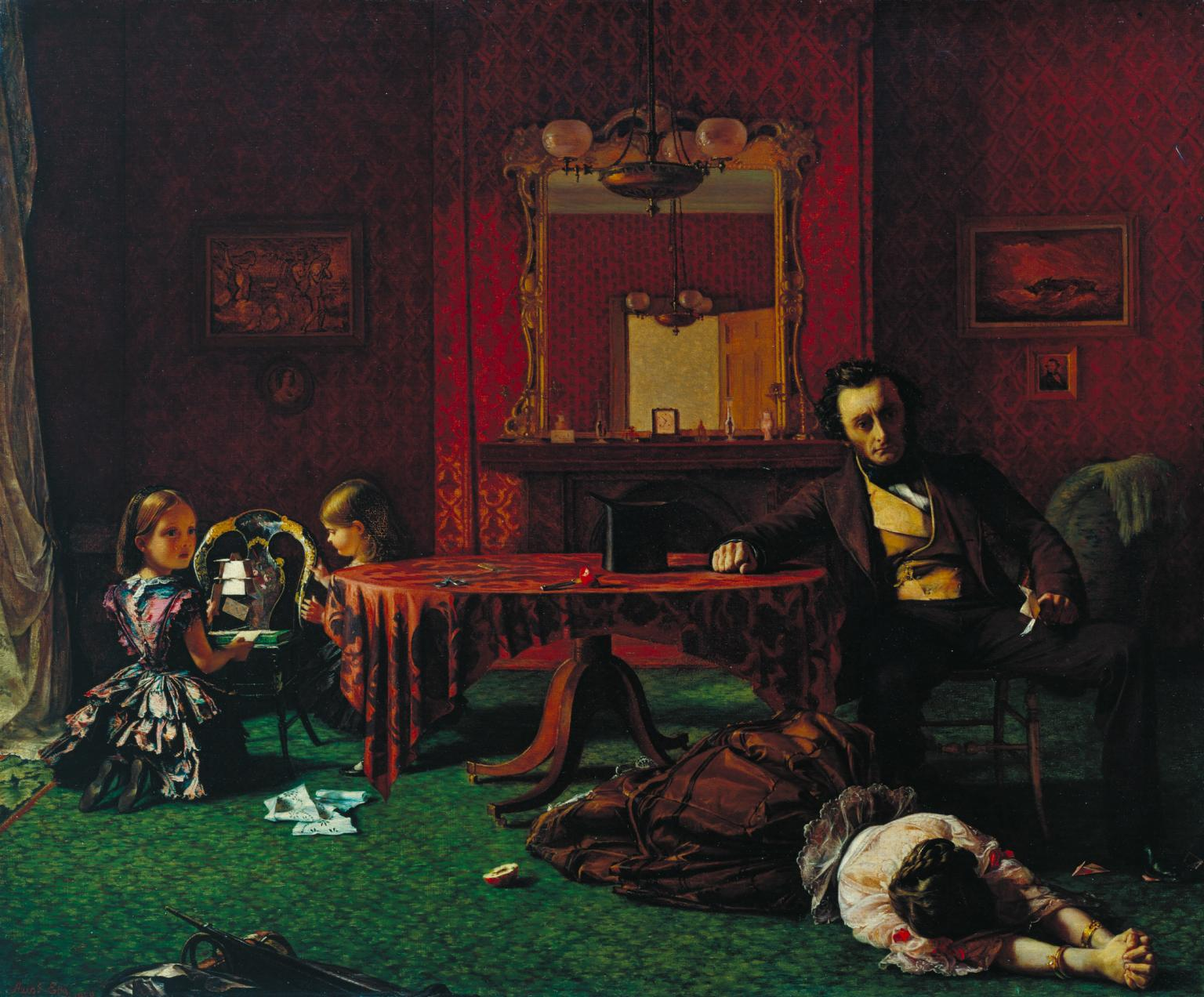
«Прошлое и настоящее» часть 1
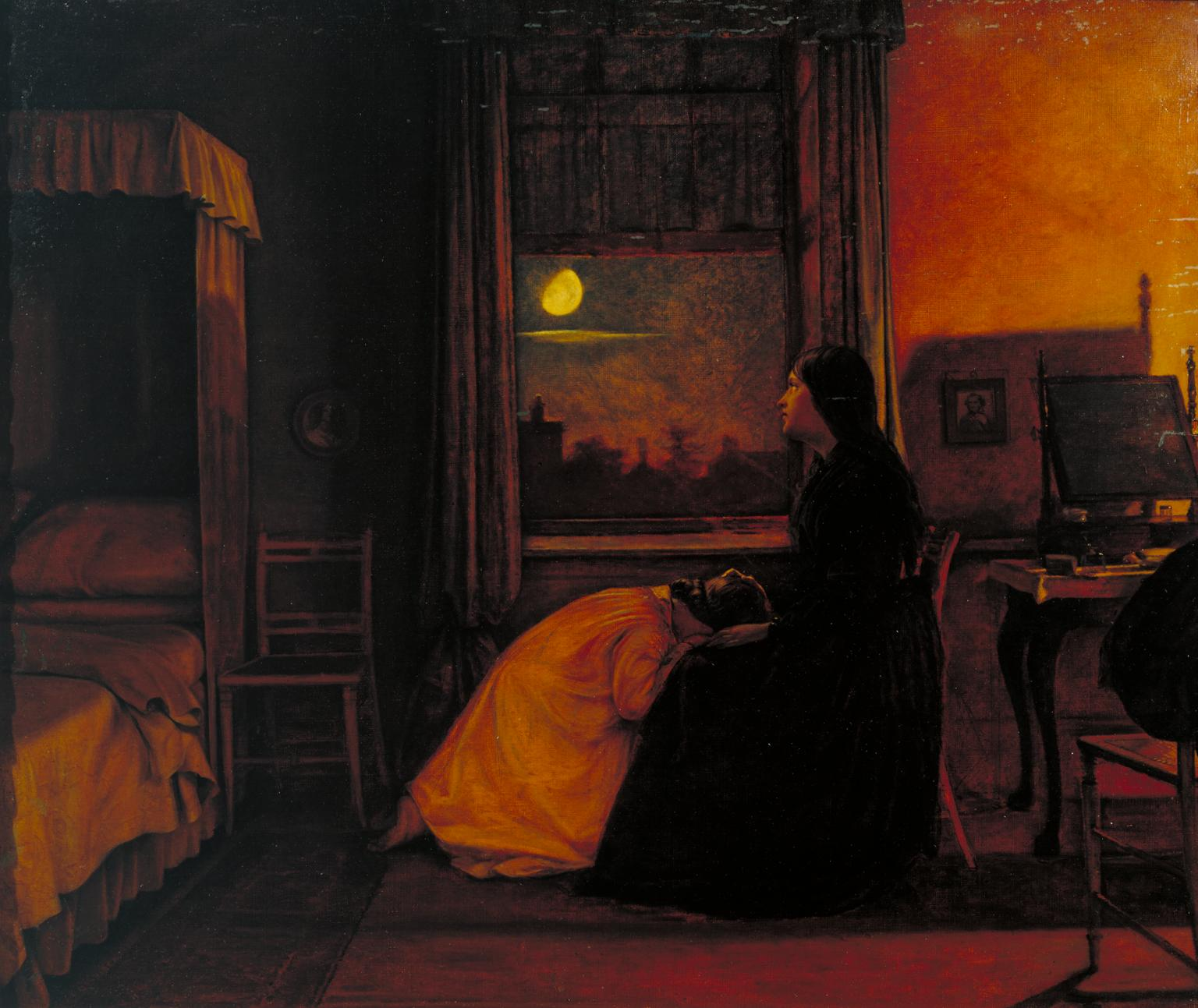
«Прошлое и настоящее» часть 2
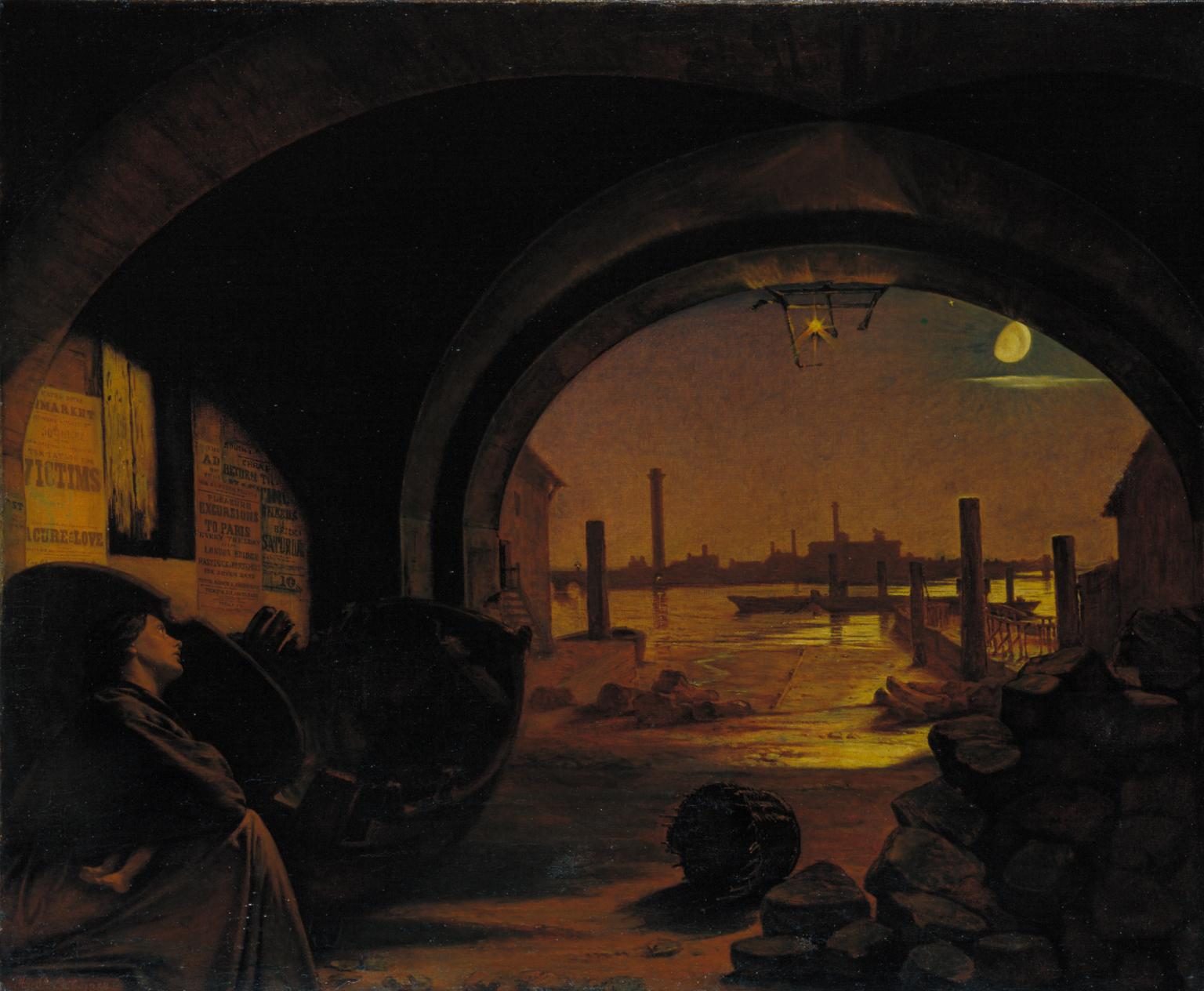
«Прошлое и настоящее» часть 3

Пребывая всё время в плохом состоянии здоровья, Эгг провёл последние годы своей жизни в более теплом климате континентальной Европы, где он пишет картину «Путешествующие компаньонки», весьма неоднозначное изображение двух почти идентичных молодых женщин, которые иногда интерпретировались критиками, как попытка представить две стороны одного и того же человека.